# Сан-Вісенте (Сальвадор)
Сан-Вісенте (ісп. San Vicente) - місто в Сальвадорі, адміністративний центр однойменного департаменту.

## Історія
Був заснований в 1626 році іспанцями. В 1936 році отримав статус міста.

## Географія
Центр міста розташовується на висоті 573 м над рівнем моря.

## Економіка
Мешканці міста зайняті в галузі послуг та вирощують сільськогосподарську продукцію.